# Carlo Mastrangelo
Carlo Mastrangelo (* 5. Oktober 1938 in der Bronx, New York; † 4. April 2016) war ein US-amerikanischer Pop, Rock ’n’ Roll und Doo Wop Sänger sowie Schlagzeuger, der als Mitglied der Belmonts vor allem in den späten 1950er Jahren mit Dion and the Belmonts und in den frühen 1960er Jahren erfolgreich war. Seine Solo-Platten wurden unter dem Namen Carlo veröffentlicht.

## Diskografie

### Singles (Auswahl)
- Santa Margherita / Teen-Age Clementine (1957) – The Belmonts
- Tag Along / We Went Away (1958) – Dion and the Belmonts
- I Wonder Why (1958) – Dion and the Belmonts
- No One Knows (1958) – Dion and the Belmonts
- A Teenager In Love (1959) – Dion and the Belmonts
- Where or When (1960) – Dion and the Belmonts
- When You Wish upon a Star (1960) – Dion and the Belmonts
- In the Still of the Night (1960) – Dion and the Belmonts
- Tell Me Why (1961) – The Belmonts
- Don’t Get Around Much Anymore (1961) – The Belmonts
- I Need Someone (1961) – The Belmonts
- Come On Little Angel (1962) – The Belmonts
- Diddle-Dee-Dum (1962) – The Belmonts
- Ann-Marie (1963) – The Belmonts
- Mairzy Doats (196?) – Carlo
- Five Minutes More (196?) – Carlo
- Ring-A-Ling (1964) – Carlo
- Mr. Movin’ Man (1967) – Dion and the Belmonts
- Berimbau (1967) – Dion and the Belmonts
- Pulecenella Twist (1962) – Carlo
- Pinne (1962) – Carlo
- Selene (1962) – Carlo

### LPs (Auswahl)
- Presenting Dion and the Belmonts (1959)
- Wish Upon a Star with Dion and the Belmonts (1960)
- Together Again (1967) – Dion and the Belmonts
- Summer Love (1969) – The Belmonts
- Cigars, Acappella, Candy (1972) – The Belmonts
- Reunion (1973) – Dion and the Belmonts